# Сен-Бонне-ле-Тур-де-Мерль
Сен-Бонне́-ле-Тур-де-Мерль (фр. Saint-Bonnet-les-Tours-de-Merle, окс. Sent Bonet las Tors de Merle) — коммуна во Франции, находится в регионе Лимузен. Департамент — Коррез. Входит в состав кантона Меркёр. Округ коммуны — Тюль.
Код INSEE коммуны — 19189.
Коммуна расположена приблизительно в 430 км к югу от Парижа, в 110 км юго-восточнее Лиможа, в 33 км к юго-востоку от Тюля.

## История
Во время Великой французской революции название коммуны было изменено на Бонне-ле-Повр (фр. Bonnet-le-Pauvre).

## Население
Население коммуны на 2008 год составляло 43 человека.
| 1962 | 1968 | 1975 | 1982 | 1990 | 1999 | 2008 |
| ---- | ---- | ---- | ---- | ---- | ---- | ---- |
| 91   | 98   | 74   | 71   | 74   | 45   | 43   |

## Администрация
| Период | Период | Фамилия    | Партия | Примечания |
| ------ | ------ | ---------- | ------ | ---------- |
| 2001   | 2008   | Андре Омон |        |            |
| 2008   |        | Мишель Кёй |        |            |

## Экономика

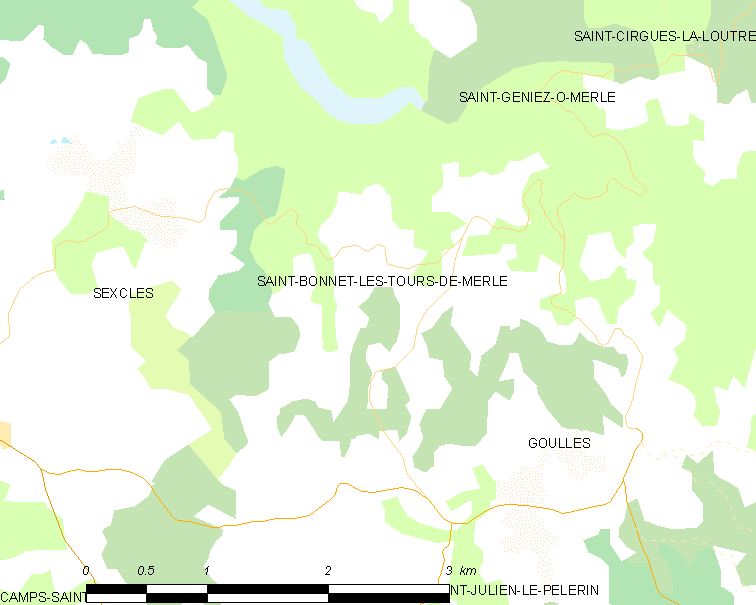
Карта коммуны

В 2007 году среди 20 человек в трудоспособном возрасте (15-64 лет) 13 были экономически активными, 7 — неактивными (показатель активности — 65,0 %, в 1999 году было 53,6 %). Из 13 активных работали 11 человек (5 мужчин и 6 женщин), безработных было 2 (1 мужчина и 1 женщина). Среди 7 неактивных 0 человек были учениками или студентами, 5 — пенсионерами, 2 были неактивными по другим причинам.

## Достопримечательности
- Замок Рьё (XVI век). Памятник истории с 1931 года[3]